# Diocesi di Álava
La diocesi di Álava (in latino Dioecesis Alavensis) è una sede soppressa e sede titolare della Chiesa cattolica.

## Storia
In seguito all'invasione musulmana della valle dell'Ebro agli inizi dell'VIII secolo, molti cristiani della diocesi di Calahorra cercarono rifugio in quelle terre a nord rimaste libere dagli arabi.
Con la riconquista del territorio, furono pian piano ricostruite anche le strutture cristiane. Nel centro della regione di Álava sorse, verso la metà del IX secolo, la diocesi di Álava, compresa tra quelle di Valpuesta a ovest, di Pamplona a est e di Nájera a sud.
Prima sede dei vescovi fu Velegia (o Veleia), che corrisponde a una località disabitata d'Iruña, conquistata dal re Alfonso I nel 754. Come episcopus Velegie è documentato il primo vescovo certo attribuito a questa diocesi, Álvaro, il cui epitaffio lo dice morto nell'888. Altri vescovi sono attribuiti a questa diocesi, per es. Vivere (o Bivere), Munio I e Julián, nominati nei cartulari dell'epoca, ma senza indicazione della sede di appartenenza: è presumibile, ma non certa, la loro appartenenza alla cronotassi di Álava.
Dopo Velegia, la sede vescovile alavense fu trasferita a Armentia, località del comune di Vitoria. Con questo titolo sono noti soprattutto i vescovi dell'XI secolo. Ad Armentia sorgeva una chiesa, dedicata all'apostolo sant'Andrea, che fungeva da cattedrale diocesana.
Tra i vescovi di Álava, il più conosciuto, ed anche l'ultimo, è Fortún II (o Fortunio), che nel 1072 si presentò a Roma per difendere di fronte a papa Alessandro II la validità del rito mozarabico.
Verso la fine dell'XI secolo, il re Alfonso VI ampliò i confini della diocesi di Calahorra, includendo i territori della diocesi di Álava, che fu di fatto soppressa. Queste modifiche furono confermate da papa Pasquale II nel 1109 e da papi successivi fino a papa Celestino III (1192).
La cattedrale di Sant'Andrea di Armentia fu ridotta a collegiata, con capitolo dei canonici, sottoposta all'arcidiacono di Álava. Nel 1496 il titolo di collegiata e il capitolo furono trasferiti nella chiesa di Santa Maria di Vitoria e la chiesa di Sant'Andrea ridotta a semplice parrocchia.
La maggior parte del territorio dell'antica diocesi di Álava appartiene oggi alla diocesi di Vitoria.
Dal 1969 Álava è annoverata tra le sedi vescovili titolari della Chiesa cattolica; dal 30 aprile 2014 il vescovo titolare è Carlos Lema Garcia, vescovo ausiliare di San Paolo.

## Cronotassi

### Vescovi
La presente cronotassi è quella riportata da M. Alamo, v. Diocèse de Calahorra et La Calzada, «Dictionnaire d'Histoire et de Géographie ecclésiastiques», vol. XI, col. 305.
- Vivere (o Bivere) ? † (menzionato nell'871)
- Álvaro † (circa 877 - 888 deceduto)
- Munio I ? † (documentato dal 956 al 971)
- Julián ? † (menzionato nel 984)
- Munio II ? †
- García ? †
- Munio III (o Nunno) † (documentato dal 1014 al 1037)
- García † (documentato dal 1037 al 1053)
- Fortún I † (documentato nel 1054 e nel 1055)
- Vigila (o Vigilano) † (documentato dal 1055 al 1059)
- Munio IV † (documentato dal 1060 al 1065)
- Fortún II † (circa 1067 - 1088 deceduto)
  - Sede unita alla diocesi di Calahorra

### Vescovi titolari
- Stanisław Smoleński † (14 gennaio 1970 - 8 agosto 2006 deceduto)
- Mario Iceta Gavicagogeascoa (5 febbraio 2008 - 24 agosto 2010 nominato vescovo di Bilbao)
- Nelson Francelino Ferreira (24 novembre 2010 - 12 febbraio 2014 nominato vescovo di Valença)
- Carlos Lema Garcia, dal 30 aprile 2014